# Stellaria parva
Stellaria parva är en nejlikväxtart som beskrevs av Troels Myndel Pedersen. Stellaria parva ingår i släktet stjärnblommor, och familjen nejlikväxter. Inga underarter finns listade i Catalogue of Life.